# Улрих I фон Регенсберг
Улрих I фон Регенсберг (на немски: Ulrich I von Regensberg; * пр. 1250; † 28 юли 1281) е граф на Регенсберг в кантон Цюрих в Швейцария. През 14 век. Фамилията Регенсберг е знатен род от Швейцария.
Той е четвъртият син на Луитолд V фон Регенсберг Стари († 1250), фрайхер на Афолтрон и граф на Регенсберг, и графиня Берта фон Ньошател-Нойенбург († сл. 1244), дъщеря на граф Улрих III/IV фон Ньошател († 1225) и първата му съпруга Гертруд фон Еберщайн († 1201). Внук е на 1. граф Луитолд IV фон Регенсберг († 1218) и графиня фон Кибург-Дилинген. Майка му е сестра на Хайнрих фон Нойенбург, от 1263 г. епископ на Базел († 1274).
Брат е на Лютолд VI фон Регенсберг († 1284/1286), фогт на „Св. Бласиен“. Сестра му Гертруд фон Регенсберг († 1264) е омъжена за граф Рудолф III фон Хабсбург-Лауфенбург († 1249).
След смъртта на баща му (ок. 1250) Улрих и брат му Лютолд VI разделят наследството. Улрих получава Ной-Регенсберг също собственост в територията на Гланценберг, Фар и Вайнинген и веднага резидира в замък Ной-Регенсберг. Брат му Лютолд VI резидира в Алт-Регенсберг.
През 1267/1268 г. се води война между Рудолф Хабсбургски и фрайхерен фон Регенсберг. Следват продажби и залагания на Хабсбургите.

## Фамилия
Улрих I фон Регенсберг се жени за Аделхайд фон Пфирт/Балм († 1314), дъщеря на граф Улрих II фон Пфирт, херцог на Елзас († 1275), и Агнес дьо Верги († 1268). Те имат един син:
- Лютолд VIII фон Регенсберг (* ок. 1270; † сл. 1302), женен 1284 г. за графиня Гертруд фон Лупфен, дъщеря на граф Еберхард I фон Лупфен-Щюлинген († сл. 1302) и втората му съпруга Аделхайд фон Цимерн († сл. 1293)